# スタア誕生 (テレビドラマ)
スタア誕生（スタアたんじょう）は、1985年4月10日から1985年11月6日までフジテレビ系列で放送されたテレビドラマ。全28話。大映テレビ製作。

## 概要
長野洋と飛鳥ひろしによるオリジナル作品。開始前当初タイトルは『スター誕生』だったが、かつて同名のオーディション番組『スター誕生!』を放送していた日本テレビからクレームが来たことから上記のタイトルに変更。主人公を演じる堀ちえみは『スチュワーデス物語』以来1年ぶりのドラマ出演。26回の放送予定が予想外の大反響、終盤に「死なせないで」「どうかスターにしてやって」などの視聴者からの声が殺到し、急遽放送回数を2回増やし28回放送となった。
長野県の高校で演劇部に在籍する少女が心臓を患いながらもスターを目指す姿を描いた青春ストーリー。

## あらすじ
1985年3月。河田順子は長野県立御岳高等学校の演劇部に所属。町長を勤める父親と家業を切り盛りする母親から一人娘として大切に育てられていた。将来は東京の大学に進学して女優になりたいと願うが、順子は幼い頃より体が弱く、激しい運動をすると胸が痛むことから、両親は反対していた。
演劇コンクールに向けて練習を重ねているころ、順子は誰かにつけられていることに気づく。やがてその男・加賀幸平が河田家を訪問し、順子は自分の娘であるから返して欲しい、と申し出る。これをきっかけに、順子は河田夫妻の実子ではなく、17年前の吹雪の夜に行き倒れた女の娘だと善之助が告白。順子は加賀順子となって上京、加賀の家での生活をはじめる。
私立富士見女子学園へ転校した順子は、新しい友人もでき、義母・孝子とも少しずつ打ち解け、有名ディレクター・三上からも演劇の素質を見出され、東京での生活は順風満帆かと思われた。しかし、頻発する胸の痛みは不治の病であり、女優を目指すのは命がけであることが判明。さらに実父・幸平は17年前の警官殺しの容疑がかけられ、指名手配されてしまう。
逃亡生活を送ることになった幸平の身を案じていたところ孝子が事故に遭い、その後順子は養母のリハビリに付き添い始める。順子は俳優塾の研究生たちから幸平のことで悪口を言われるが、父の無実を信じて三上のレッスンにひたすら励んでいく。時々襲ってくる心臓発作と闘いながらも順子は、三上の熱心な演技指導のもといつしか好意を寄せ始めた広沢の支えを受けて、女優になる夢を叶えようとする。

## キャスト
加賀（河田）順子
演 - 堀ちえみ
心臓疾患（突発性心筋症）を抱えながら女優を目指す主人公。17歳。病院カルテ上の誕生日は1968年4月14日だが、実際は警官刺殺事件よりも前に誕生している。上京後「三上アクターズスタジオ」（通称・三上塾）の研究生となる。純粋でお人好しな性格で、自分のことは後回しで他人を気遣ったりお節介を焼いたりする。また、普段は控えめだが一度決めたらなかなか考えを曲げない頑固さも持つ。女優を志したきっかけは、小学生の頃に東京で見た宝塚の舞台。上京後は時々意識を失ってしまう病気への不安、逃亡生活を送る幸平に対する心配や周りからのいびりなど苦難の人生を歩み始める。
広沢伸之
演 - 国広富之
東和大学附属病院第二心臓外科の医師。順子の主治医。寿し幸に時々客として訪れているため加賀夫妻とは顔なじみ。順子を好きになるが、彼女の病気のためにプラトニックな関係を貫く。真面目な性格で、医者として真摯に病気に向き合い順子の治療に当たるが、恋愛面では彼女を愛していながら香織の勢いに押されて結果的に優柔不断な態度に思われることがある。当初順子が女優になることに医者の立場から否定するが、ほどなくして彼女の熱意に心を動かされて健康面で支えようとする。趣味は登山で休日や考え事があると頻繁に出かけるが、その登山で事故死する。
三上淳一
演 - 若林豪
関東テレビの社員ディレクターで多数の受賞歴があったが、退職して俳優塾三上アクターズスタジオを開く。42歳。ドラマのロケ撮影で木曽に訪れた際たまたま見学していた順子に女優の素質を見出す。自身の夢は映画監督になること。演技や芝居づくりに関して非常に情熱的で性格でこだわりが強いが、短期入院中の順子にレッスンを受けさせるため無理やり退院させようとするなど強引な所もある。女優志望の順子のために主治医の広沢と時に意見をぶつけ合い、時に協力し合う。その後映画会社「東亜企画」が企画した映画製作が中止になったのをきっかけに三上劇団を立ち上げ、数人の研究生を連れて巡業に出る。

### 加賀夫妻と順子の実母
加賀幸平
演 - 梅宮辰夫
順子の実の父親。1938年3月11日生まれ。寿し幸（すしこう）の店主。行方不明になった順子を十年かけて見つけ出し、自身の元へひきとる。1968年2月20日、店の客・中川邦子に酔った西垣が絡んだので助けるつもりが、逆上した西垣ともみ合いになり刺殺してしまう。事件翌日に自首しようとするが、西垣は「公務中の警官」であり、邦子が「先にからんだのは幸平」と証言していることを知り、警察の手配から逃げる。1974年から4年間、ロサンゼルスに居住していたため、17年後の現在も事件の時効が未成立の状態。順子と暮らして数週間後、警察に追われて逃亡生活を送る。
順子や孝子のことを愛しているが時々不注意な行動を取ってしまうことがあり、結果的に自らの立場が不利になったり家族に迷惑がかかることもある。その後1985年6月に逮捕され、正当防衛を主張するが、一審の判決は無期懲役。その後事件の証人の邦子の手紙から正当防衛であることが濃厚になり、二審の判決でようやく無罪放免となった。
加賀孝子
演 - 梶芽衣子
幸平の妻。寿し幸の女将。新宿区で幸平と暮らし、彼の子・順子を引き取り世話をする。江戸っ子気質でサバサバしており、言いたいことははっきり言うが思いやりのある性格。幸平の17年前の事件については知らなかった。幸平を追跡しようとしたパトカーに撥ねられ、下半身が不自由になり車椅子での生活を余儀なくされる。血液型A型。元は貧しい家庭育ちで、幸平に会う前は安酒場で働いていた。昔、デザイナーを目指していたことがあり、退院後は多摩川そばの安アパートに順子と引っ越し、縫製の内職をして娘の生活と女優になる夢を支える。
佐野和子
演 - 根本律子
順子の実母。17年前に幸平と未入籍のまま順子を出産し、長野県にある彼の実家へ行く途中に吹雪の中、たまたま河田夫妻の店の前で行き倒れて夫妻に赤ん坊だった順子を託したあと心不全により帰らぬ人となった。若い頃は女優を目指し、舞台に立つのが夢であったらしい。

### 順子の育ての親と義人
河田（かわだ）善之助
演 - 下川辰平
順子の育ての父（木曽の父）。木曽塗りの漆器の老舗「龍門堂」の主人で長野県の御岳町の町長。本来陽気な性格で自宅では順子と日常的におどけた会話をして明子と3人で楽しく暮らしてきた。順子が加賀家に引き取られたあとも、トラブルが起こるたびに上京し順子を守ろうとする。約3ヶ月後、町議会議員から殺人容疑者・幸平と関わりがあったとして取り沙汰され町長辞任に追い込まれる。
河田明子
演 - 丘さとみ
順子の育ての母（木曽の母）。町長として忙しい夫に代わって店と工場を切り盛りする女丈夫。善之助との結婚後長年子宝に恵まれなかった所、赤ん坊の順子を長野市の病院に入院させたのち、自身の実子として届けて木曽へ戻り大切に育ててきた。順子が加賀家に引き取られた後も善之助とともにたびたび上京したり、送金したりする。順子の病気や幸平の事件などから加賀家に引き渡したことを後悔し、彼女を心配するあまり一時は精神が不安定になる。
山口義人
演 - 風見慎吾
順子の幼馴染でボーイフレンド。御岳高校演劇部所属で裏方を担当し、プロの演出家になる夢を持っている。順子など親しい人からは“よっちゃん”と呼ばれている。順子が好きで、彼女が何かあると休みを利用するなどして木曽から上京したり、時間がない時は電話したりと励まし続ける。特技はブレイクダンスで、三上塾のあるオーディションに乱入して三上たちの前で披露する。

### 広沢の関係者
辻香織
演 - 賀来千香子
東和大学附属病院の研修医。広沢に想いを寄せており、順子の出現に戸惑う。2人が患者と担当医の関係以上に親しくなることを阻止しようとする。普段は上品で冷静な性格できびきびとした言動をしているが、結構我が強く現実的・合理的な考え方の持ち主。また、広沢と順子のことになると感情を露わにしたり自己中心的な行動を取ることもある。数ヶ月後、父の影響力を駆使して広沢と婚約。愛車は赤のトヨタ・スプリンタートレノ。後に、登山で事故死した広沢の代わりに心臓病の研究のため渡米。
辻新三郎
演 - 内田稔
東和大学附属病院第一外科教授。辻香織の父。広沢の恩師で、病院内では心臓外科医の権威と言われている。香織を可愛がっており、娘が思いを寄せる広沢を娘と結婚させるため自身の立場を利用して彼に圧力をかけ始める。また、もう一方の心臓外科の教授たちとの派閥争いで相手に押され気味で、医師として実力ある広沢を取り込むことを考えている。物語後半では第二心臓外科教授になっている。
村野
演 - 岡本富士太
東京の大森辺りにある診療所の医師。ある時路上で倒れて意識のない順子に診療所で処置を施し、意識が回復するまで三日三晩付添う。広沢の大学時代の先輩で登山仲間。その後大学病院での医療行為を制限されるようになった広沢から頼まれて、順子の診察に協力する。

### 三上の関係者
三上美也子
演 - 中村晃子
三上の妻。“橘美也子”の芸名で活動しそこそこ名の知れた女優。三上が順子に入れ込むのが気に入らず、「彼女が裏で夫をたぶらかした」と不倫を疑い彼女に嫌がらせをする。三上塾に出資していて、途中から演技指導にも参加する。金銭面では塾長である三上より立場が上なためいつも偉ぶっており怒るとヒステリックになり、順子とのことや塾運営などを巡って三上とよく意見を衝突させている。後に橘プロダクションを設立し、三上との関係が破綻したことを認めながらも離婚には応じない。
二宮吾一
演 - 坂上二郎
三上がいきつけのスナック「バイプレーヤー」のマスター。昔、脇役を務めてきた役者で、自身の経験を踏まえて順子やあかね達の良き相談相手となる。三上がテレビ局の若手スタッフだった頃からの知り合いでお互いに「三上ちゃん」、「吾一ちゃん」と呼び合う気の置けない仲。普段強気な三上にとって素直な気持ちを口にできる唯一の存在でもある。朗らかで面倒見が良い性格で、深刻な病気を抱えながらも懸命に女優を目指す順子をいつも気にかける。
審査員たち
演 - ささき（西岡徳馬）、つがわ（久富惟晴）、女性審査員（野中マリ子）
美也子からの依頼を受けて、ある作品の主演を決めるための演技テストで研究生たちを数日間かけて審査する。つがわは東亜企画のプロデューサーで、他の者も演技に定評がある役者。その日の審査ごとに三上夫妻を含めた5人で研究生たちの演技について細かい部分まで感想を述べ合い評価を下す。

### 三上塾研究生
弓削佐和子（ゆげ）
演 - 坂上亜樹
私立富士見女子学園の生徒で、転入して同じクラスになった順子の友人。三枚目キャラの女優になることを夢見ており、同じく女優を目指す順子と共に三上の俳優塾に通い出す。快活な性格で行動力もあり順子を妹のように色々と気遣うが少々気が短く、彼女が研究生からからかわれると自分のことのように怒る。後に密かに松坂を好きになるが失恋していたことが判明する。
入江広美
演 - 比企理恵
第11話の時点で19歳。研究生のリーダー的存在。三上に目をかけられる新入りの順子に嫌味を言うが、ほどなくして幸平の事件を知ると彼女を「人殺しの娘」呼ばわりして仲間と共にいじめ始める。関東テレビの連続ドラマ「セブンティーンズ」準主役でデビュー。家は金持ち。研究生の中では演技がそこそこ上手いため美也子のお気に入りで、自身も努力家なので、順調に女優として成長していく。
吉岡あかね
演 - 山崎美貴
大学生。「バイプレーヤー」でアルバイトをしている。テレビに出たくて女優を目指している。ある日事前に美也子から「今度の演技テストの課題を入院中の順子に教えた人は辞めてもらう」と告げられていたが、こっそり教えた他の研究生をかばって名乗り出る。
大島善子
演 - 山本理沙
広美を慕う研究生たちといつもつるんでレッスン後に食事に行くなどしている。内心京子の態度を快く思わない広美から指示を受けて、こっそり京子のあら捜しを探す。その最中で順子のひたむきさや口の固さなどを目の当たりにして、自身の過ちに気づき彼女を慕うようになる。
木田弘
演 - 嶋大輔
広美と特に親しい研究生の一人。他の研究生と共に順子や佐和子をからかうような発言をよくしている。第4回目の演技テストの課題で「ロミオとジュリエット」のワンシーンを演じることになり、研究生では男が少ないためいつもより張り切る。
及川圭子
演 - 野村真美
大学1年生。広美と特に親しい研究生の一人。広美たちと一緒になって順子に悪口を言うなどしている。及川製薬株式会社の社長令嬢。父親に女優志願を反対されており内緒で三上塾に通っていたが、連れ戻しに来た父から順子の必死の説得のおかげで許しを得て彼女と親しくなる。
三田村陽子
演 - 川田あつ子
スタジオに提出した履歴書では1967年5月生まれとなっているが、本人は19歳と言っている。元々引っ込み思案な性格だったが自分を変えたくて塾に入った。松坂と結婚したいが親に反対され家出して同棲。アルバイトで生計をたてている。しかし後日広美の策略により“聡が順子と抱き合っていた”との証言を信じて彼との仲が揺らぐ。
松坂聡
演 - 春日淳朗
大学の演劇科に通っている。三上塾に入った直後から陽子とお互いに好意を寄せ始め、彼女と同じ理由で家出し夏頃から周りに内緒で同棲している。洋食屋らしき店のウェイターのバイトをしているが、バイトを優先して研究生の持ち回りでする稽古場の掃除を他の研究生に任せて帰ることが多い。演技テストの「ロミオとジュリエット」では順子の相手役を務める。
島田みどり
演 - 丸西佐知
広美と特に親しい研究生の一人。ライバル心が強く、何かの理由で辞めようとするものが出た時は「これでライバルが一人減るわ」などと言っている。その後三上と美也子が指導を巡って分かれて指導することになるが、数人の研究生と共に彼女側につくが迷いが生じる。
宇佐見京子
演 - 栗原景子
元モデル。実家は下町でしがない雑貨屋で貧乏なのだが、“軽井沢に別荘を持つ裕福な家庭育ち”と見栄を張っている。家のことで強いコンプレックスを持ちながらもプライドが高く、他の研究生にも強気な態度で接している。

### 幸平の事件の関係者
平井精治
演 - 津村隆
警視庁捜査一課の巡査部長。警官殺しの容疑者として幸平を17年間追跡している。殺された警察官・西垣の後輩で、平井にとって西垣は自身が若手刑事だった頃に仕事のイロハを教えてくれた尊敬する先輩刑事だった。幸平が東京の自宅から逃げ出してからは、彼の居場所を知っていると思われる順子を同僚と交代で外出時を尾行したり、時々直接彼女に会って不安にさせることを言っている。その後追跡の末、ついに幸平を逮捕する。若い頃は演劇青年であり、自身が演劇青年だったころに同じサークルに属していた幸平の前妻の和子（順子の実母）に惚れていたが、和子がサークルを抜け出し、平井が次に会った際は和子はすでに幸平の妻になっており、和子に振られる形となった。そのことで幸平を個人的に憎み、先輩の西垣が刺殺された事件を幸平が故意に殺害したものとでっち上げ、耕平を刑務所送りにすることを目論む。事件直後に中川邦子の弱みに付け込んで唆し幸平の事件の偽証を強要し、幸平逮捕後の裁判でも裏で同じく邦子に偽証を強要する。邦子が全てを順子に打ち明けようとした際、偽証が順子たちにバレるのを恐れ邦子を長野県の松本の山中で殺害する。その後失踪し、しばらくして三上アクターズスタジオに現れ広美を人質にとるが、順子の説得で広美を放す。直後に長野県警に逮捕された。
中川邦子
演 - 日向明子
警官刺殺事件の目撃者。17年前幸平が働いていた高田馬場の寿司屋に客として来店し、彼が起こした殺人事件を目撃した。現在は小料理屋「香林坊」の女将として働き、アパートで一人暮らししている。「幸平にからまれ、助けに入った西垣を幸平が刺殺した」と証言する。実はこの証言は、邦子自身が薬物事件を起こした過去がありその後も薬物を続けているため、その弱みを平井に付け込まれ、無理やり偽証させられたものであった。その後全てを順子に打ち明けようとするが、偽証が順子たちにバレるのを恐れた平井に長野県の松本の山中で殺害された。その裏で密かに順子宛てに真実の手紙を送り、幸平が無罪放免になるきっかけとなった。
服部嘉久三（かくぞう）
演 - 小林昭二
幸平の弁護士。地方裁判所で開かれる第一回公判の幸平の弁護を担当。相手の検事の起訴状の朗読中に居眠りをするなど、少々頼りないところがある。後日孝子と順子の自宅を訪ね、邦子の証言の嘘を暴くことを告げて調査に乗り出す。

### その他
御岳高校演劇部
演 - 荒川亮、寺川健吾、佐々木敏江、伊神さかえ
長野県時代の順子や義人と同じ高校演劇部の部員仲間。順子と共に高校演劇コンクールに参加するため、「ロミオとジュリエット」の練習に励む。数日後上京する順子を駅まで見送る。
専務
演 - 勝部演之
関東テレビ所属。三上のテレビ局時代の直属の先輩社員。映画製作で困っている三上のことを小耳に挟み、テレビ局に呼んで彼の相談に乗る。
林慎平
演 - 宮崎達也
20代後半ぐらいの俳優。劇中劇の映画「禁じられた恋」のヒロインの相手役。「禁じられた恋」では、偶然出会った身寄りのない女の子に“あしながおじさん”として経済的に支援を始めるが、実はその金は盗みを繰り返して得たものでその事実を知らない彼女から恋愛感情を持たれる男の役を演じる。
よしだ
演 - 奥村公延
長野県警部長刑事。ある日長野県の松本の山中で中川邦子の死体が発見され、当初は自殺として処理するが、不審な点を見つけて他殺を疑い調査に乗り出す。調査の結果平井が邦子を殺害する現場を目撃した者がいたことを突き止め、後に平井を逮捕する。
ナレーター（本編）：若山弦蔵
予告ナレーター：小野田英一

## 制作
- 企画：春日千春（大映テレビ）、重村一（フジテレビ）
- プロデューサー：柳田博美（大映テレビ）、千原博司（大映テレビ）、遠藤龍之介（フジテレビ）
- 監督：土屋統吾郎（第1、4、7、10、13、16、19、23、26、27、28話）、竹本弘一（第2、5、11、15、18、22、25話）、岡本弘（第3、6、9、12、21、24話）、土井茂（第8、14、17、20話）
- 脚本：長野洋（第1、2、4、6、7、8、11、12、15、16、19、20、23、24、26、27、28話）　飛鳥ひろし（第3、5、9、10、13、14、17、18、21、22、25話）
- 音楽：鏑木創
- 制作：フジテレビ、大映テレビ株式会社

## 主題歌・挿入歌
- 主題歌：「ハートブレイカー」HEART BREAKER
作詞・作曲：G.GILL　C.WADE、訳詞：秋谷銀四郎、歌：葛城ユキ
オリジナルはPat Benaterの「Heartbreaker」[11]。

- 挿入歌：「ステージ ライト」
作詞：大津あきら、作曲：鈴木キサブロー、歌：葛城ユキ

## サブタイトル
- 第1話 恐ろしい告白
- 第2話 隠されていた秘密
- 第3話 父は殺人犯?
- 第4話 お父さん逃げて!
- 第5話 義母の真心
- 第6話 赤い涙
- 第7話 針の絆
- 第8話 新たなる旅立ち
- 第9話 苦しい嘘
- 第10話 嬉しいプロポーズ
- 第11話 禁じられた恋
- 第12話 1回目のテスト
- 第13話 星が見ている! 秘密の特訓
- 第14話 どん尻カメの合格
- 第15話 暁の死線 愛と友情の奇蹟
- 第16話 亀の恩返し
- 第17話 命けずりの歌
- 第18話 破かれたレオタード
- 第19話 今宵限りの愛を下さい
- 第20話 旅立ちは片道切符
- 第21話 心の旅路
- 第22話 死をかけた大舞台
- 第23話 結婚式の混乱
- 第24話 さようなら東京
- 第25話 父帰る
- 第26話 愛は死を越えて

関西テレビでは、本放送時にプロ野球中継（ヤクルト対阪神戦）を放送した関係で遅れネットとなった。
- 第27話 天国からのメッセージ
- 第28話 輝ける奇跡

## DVD
- スタア誕生 前編 ASIN: B0002IJPH4
- スタア誕生 後編 ASIN: B0002IJPHE

| フジテレビ系 水曜20時台 | フジテレビ系 水曜20時台   | フジテレビ系 水曜20時台 |
| 前番組                  | 番組名                    | 次番組                  |
| ----------------------- | ------------------------- | ----------------------- |
| 青い瞳の聖ライフ        | スタア誕生 (テレビドラマ) | ヤヌスの鏡              |